# Skeppartorp
Skeppartorp is een småort en stadsdeel van Torshälla in de gemeente Eskilstuna in het landschap Södermanland en de provincie Södermanlands län in Zweden. Het småort heeft een oppervlakte van 11 hectare en telde in 2005 93 inwoners. Het stadsdeel ligt op een kilometer ten noordoosten van het centrum van Torshälla.